# آخر هفته (فیلم ۲۰۱۳)
آخر هفته (به انگلیسی: Le Week-End) فیلم درام بریتانیایی-فرانسوی، به کارگردانی راجر میشل و نویسندگی حنیف قریشی و محصول سال ۲۰۱۳ میلادی است.
این فیلم چهارمین همکاری میشل و قریشی بود و نخستین بار در بخش ویژهٔ جشنواره بین‌المللی فیلم تورنتو ۲۰۱۳ بر روی پرده رفت.